# Refik Memišević
Refik Memišević (cyr. Рефик Мемишевић; ur. 14 maja 1956 w Bačko Novo Selo, zm. 4 stycznia 2004 w Suboticy) – jugosłowiański zapaśnik.
Zapasy zaczął uprawiać w wieku 16 lat w Vojvodinie Nowy Sad. W 1976 został zawodnikiem RK Spartak Subotica, który reprezentował do końca kariery.
W 1977 został wicemistrzem świata w wadze ciężkiej w stylu klasycznym. Rok później na mistrzostwach świata był 3. w tej samej wadze. W 1979 został złotym medalistą igrzysk śródziemnomorskich w wadze do 100 kg w stylu klasycznym. W 1980 zajął 4. miejsce na igrzyskach olimpijskich w wadze ciężkiej w stylu klasycznym. w 1981 został mistrzem świata w wadze superciężkiej w stylu klasycznym i srebrnym medalistą uniwersjady w tej samej wadze, a rok później został wicemistrzem świata w tej samej wadze. Siódmy w Pucharze Świata w 1982. W 1983 wywalczył złoto igrzysk śródziemnomorskich w wadze pow. 100 kg. W 1984 zdobył brązowy medal igrzysk olimpijskich w wadze superciężkiej, jednakże po dyskwalifikacji za doping srebrnego medalisty Tomasa Johanssona uzyskał srebro.
Mistrz Jugosławii w wadze do 100 kg z 1977 i 1978 oraz w wadze pow. 100 kg z lat 1979–1981, 1984, 1985 i 1987, wicemistrz z 1976 w wadze do 100 kg i brązowy medalista mistrzostw kraju w wadze pow. 100 kg z 1975.
Czterokrotnie został uznany za najlepszego sportowca Suboticy i trzykrotnie – Wojwodiny.
Po zakończeniu kariery przez wiele lat pełnił funkcję prezesa RK Spartak. Zmarł 4 stycznia 2004 w Suboticy po udarze mózgu. Pochowany został 6 stycznia 2004 na cmentarzu Bajskim w Suboticy.
Po jego śmierci w Suboticy zaczęto organizować młodzieżowy turniej zapaśniczy jego imienia.
Z żoną Liljaną miał córkę Sanję i syna Amira.